# Jaqueline Mourão
Jaqueline Mourão (* 27. Dezember 1975 in Belo Horizonte) ist eine brasilianische Sportlerin. Sie nahm an acht Olympischen Spielen teil, bei drei Sommerspielen im Radsport und bei fünf Winterspielen im Skilanglauf und Biathlon und ist damit brasilianische Rekordteilnehmerin (Männer und Frauen). Sie war 2014 und 2022 Fahnenträgerin des brasilianischen Teams.

## Radsport
Jaqueline Mourão wuchs in Belo Horizonte auf und versuchte sich in verschiedenen Sportarten. Im Alter von 15 Jahren bekam sie ihr erstes Mountainbike und bestritt ein Jahr später ihre ersten Rennen. Erste internationale Meisterschaften waren die Mountainbike-Weltmeisterschaften 1997 in Château-d’Oex. Im folgenden Jahr hatte sie kurz vor den nationalen Meisterschaften einen Unfall, bei dem sie sich schwer verletzte. Nach ihrer Genesung beschloss sie, sich in Zukunft auf Radsport, Triathlon und Langstreckenlauf zu konzentrieren.
Neben dem aktiven Sport studierte und arbeitete Mourão an der Universidade Federal de Minas Gerais. Sie schloss ihr Studium der Trainingswissenschaften mit dem Master ab. 2002 arbeitete sie mit Hilfe eines Stipendiums des Olympic Solidarity Program für zwei Jahre am UCI World Cycling Center in Aigle als Assistenztrainerin.
Während ihres Aufenthaltes in Europa nahm Jaqueline Mourão an Mountainbike-Wettbewerben auf dem Kontinent teil und betrieb ihren Sport nahezu professionell. In der folgenden Saison wurde sie in der Jahres-Endabrechnung in der UCI-Weltrangliste Neunte, bei den Mountainbike-Marathon-Weltmeisterschaften 2003 erreichte sie Platz acht. Es folgte 2004 in Athen ihre erste Teilnahme an Olympischen Sommerspielen, wo sie 18. im Querfeldein-Mountainbikrennen wurde. 2005 gewann sie in Mont Sainte-Anne als erste Brasilianerin überhaupt ein Weltcuprennen – vor der Doppelolympiasiegerin Paola Pezzo. Mourão wurde 2005 auch erstmals brasilianische Querfeldein-Meisterin und wiederholte diesen Erfolg im folgenden Jahr sowie 2008. Einzig 2007 musste sie sich binnen vier Jahren Adriana Dos Santos Nascimento geschlagen geben. 2007 verpasste sie als Viertplatzierte bei den Panamerikanischen Spielen in Rio de Janeiro eine Medaille. Bei den Olympischen Spielen 2008 in Peking belegte sie den 19. Rang im Mountainbike. National nimmt sie auch weiterhin an Mountainbike-Rennen teil. Bei den Olympischen Spielen 2020 nahm sie im Alter von 45 Jahren erneut teil und erreichte den 35. Rang von 38 Starterinnen.

## Wintersport
Nach den Olympischen Spielen konzentrierte sich Mourão nur noch auf ihre Karriere im Wintersport. Durch ihre Heirat mit einem Kanadier – das Paar hat ein Kind – hatte sie im Alter von 27 Jahren ihre erste Begegnung mit Schnee. Da sie ihr Rad während des stürmischen Winterwetters nicht benutzen konnte, begann sie mit dem Skilanglauf. Im Dezember 2005 bestritt die Brasilianerin in St. Ulrich am Pillersee ihr erstes FIS-Rennen und wurde über 5 Kilometer Klassisch Zehnte. Nur wenig später startete sie nach mehreren weiteren FIS- und Alpencup-Rennen bei den Olympischen Winterspielen 2006 in Turin, wo sie über 10 Kilometer Klassisch zum Einsatz kam und den 67. Rang belegte. Ein Jahr später zu den Nordischen Skiweltmeisterschaften 2007 in Sapporo folgten weitere internationale Einsätze. Im Klassik-Sprint erreichte Mourão Rang 67 und über 10 Kilometer Freistil Platz 68. Danach folgten vor allem Rennen im Nor-Am Cup und der US Super Tour.
Nächstes Großereignis wurden die Nordischen Skiweltmeisterschaften 2009 in Liberec. Dort wurde die Brasilianerin 76. des Freistil-Sprints, wurde in der Verfolgung überrundet und kam somit nicht ins Ziel und erreichte über 30 Kilometer Klassisch den 54. Platz. In der Saison 2009/10 bestritt sie in Beitostølen ihr erstes Rennen im Weltcup und wurde 90. über 10 Kilometer Freistil. Es folgte in Davos einzig ein weiteres Rennen über dieselbe Distanz, in dem sie 80. wurde. In Vancouver nahm sie an ihren zweiten Olympischen Winterspielen und ihren insgesamt vierten Olympischen Spielen teil und wurde beim 10-Kilometer-Freistil-Rennen im Whistler Olympic Park 66. 2011 startete sie am Holmenkollen in Oslo zum dritten Mal bei Nordischen Skiweltmeisterschaften. Im Freistil-Sprint erreichte Mourão den 72., über 10 Kilometer Klassisch den 62. Platz. Bei den Nordischen Skiweltmeisterschaften 2013 im Fleimstal kam sie auf den 75. Platz über 10 Kilometer Freistil. In Lahti errang sie bei den Nordischen Skiweltmeisterschaften 2017 den 68. Platz über 10 Kilometer klassisch und den 46. Platz im 30-Kilometer-Massenstartrennen. Bei den Olympischen Winterspielen 2018 in Pyeongchang lief sie auf den 74. Platz über 10 Kilometer Freistil.
Seit 2010 betreibt Mourão zusätzlich zum Skilanglauf auch Biathlon. Nachdem ihre Schwangerschaft im Anschluss an die Olympischen Spiele von Vancouver Radsport und Skilanglauf unmöglich machte, begann sie mit dem Schießen und fand Gefallen an der Biathlon-Kombination. Als Abschluss ihrer Karriere strebt sie nun an, als erste Brasilianerin in Sotschi an Olympischen Winterspielen im Biathlon teilzunehmen. Gegen Ende der Saison 2010/11 gab sie ihr internationales Debüt in Annecy im IBU-Cup, wo sie 46. eines Sprints wurde. In der Folgesaison nahm sie regelmäßig am IBU-Cup teil und gewann in Canmore als 31. eines Sprints bei den erstmals außerhalb Europas ausgetragenen Wettkämpfen der Rennserie Punkte. Bei einem weiteren Sprint konnte sie in ihrer kanadischen Zweitheimat ihre beste Leistung bis auf einen 18. Platz verbessern und dabei mehrere russische, französische und kanadische Athletinnen hinter sich lassen, die stärker einzuschätzen waren. Auch im Biathlon-NorAm-Cup der Saison konnte sie als Fünftplatzierte in La Patrie eine gute Platzierung erreichen. Höhepunkt der Saison wurde die erste Teilnahme an den Biathlon-Weltmeisterschaften 2012 in Ruhpolding. Mourão war die erste brasilianische Biathletin, die an Biathlon-Weltmeisterschaften teilnahm. Im Einzel wurde sie 88., im Sprint 108. Bei den Weltmeisterschaften im folgenden Jahr in Nové Město errang sie den 108. Platz im Sprint und den 102. Platz im Einzel. Bei den Olympischen Winterspielen 2014 in Sotschi startete sie im Biathlon und im Skilanglauf. Im Biathlon belegte sie den 77. Platz im Sprint und den 76. Rang im Einzel. Beim Skilanglauf kam sie auf den 65. Platz im Freistilsprint.
Bei den Olympischen Winterspielen 2022 in Peking startete Mourão im Langlauf. Über 10 Kilometer Klassisch wurde sie 82., im Sprint 84. und 23. im Team Sprint.
Mourão lebt in Québec und trainiert mit dem kanadischen Biathlonkader.